# District d'Assiniboia
Pour les articles homonymes, voir Assiniboia.
1882–1905
Entités précédentes :
- Territoires du Nord-Ouest

Entités suivantes :
- Saskatchewan
- Alberta

Le district d'Assiniboia fait référence à deux districts historiques des Territoires du Nord-Ouest au Canada. 

## Nom
Le nom Assiniboia provient de la Première nation des Assiniboines.

## Histoire

### Ancien district d'Assiniboia: 1836-1869
Le district d'Assiniboia était un nom utilisé pour décrire la colonie de la rivière Rouge, principalement à des fins officielles, entre 1812 et 1869. Nominalement, le district comprenait tout le territoire concédé dans la concession de Selkirk (en), mais une grande partie fut cédée aux États-Unis lors de la convention de 1818. Après la reprise de la concession de Selkirk par la Compagnie de la Baie d'Hudson en 1836, un nouveau district d'Assiniboia fut créé, redéfini en 1838 comme la région circulaire dans les 50 milles autour de Fort Garry, au confluent des rivières Rouge et Assiniboine.
La zone d'établissement actuelle, centrée sur l'actuelle Winnipeg, se limitait à la vallée de la rivière Rouge entre Lower Fort Garry et Pembina, dans le Dakota du Nord, et la vallée de la rivière Assiniboine entre Winnipeg et Portage la Prairie, au Manitoba. Le district était dirigé par un gouverneur d'Assiniboia nommé par la Compagnie de la Baie d'Hudson, qui était conseillé par les membres du Conseil d'Assiniboia.
En 1869, la Terre de Rupert, y compris le district d'Assiniboia, fut transférée au Canada sans consultation des résidents de la colonie. Cet événement et l'arrivée des arpenteurs canadiens ont mené à la rébellion de la rivière Rouge, où un gouvernement provisoire et une Assemblée législative d'Assiniboine (en) ont été établis par le chef métis Louis Riel pour négocier l'admission du district comme province du Canada. La proposition initiale, qui laissait entendre que la nouvelle province comprendrait toute la ceinture fertile entre Winnipeg et la Colombie-Britannique, a été rejetée par le gouvernement fédéral canadien car elle entrait en conflit avec leurs plans de gestion directe de l'établissement des Territoires du Nord-Ouest. À titre de compromis, une petite partie du district, principalement composée de zones habitées, fut admise au Canada en tant que province du Manitoba en 1870, bien que le gouvernement fédéral conserva le contrôle des terres de la Couronne et des ressources naturelles jusqu'en 1930.

### District d'Assiniboia: 1882-1905

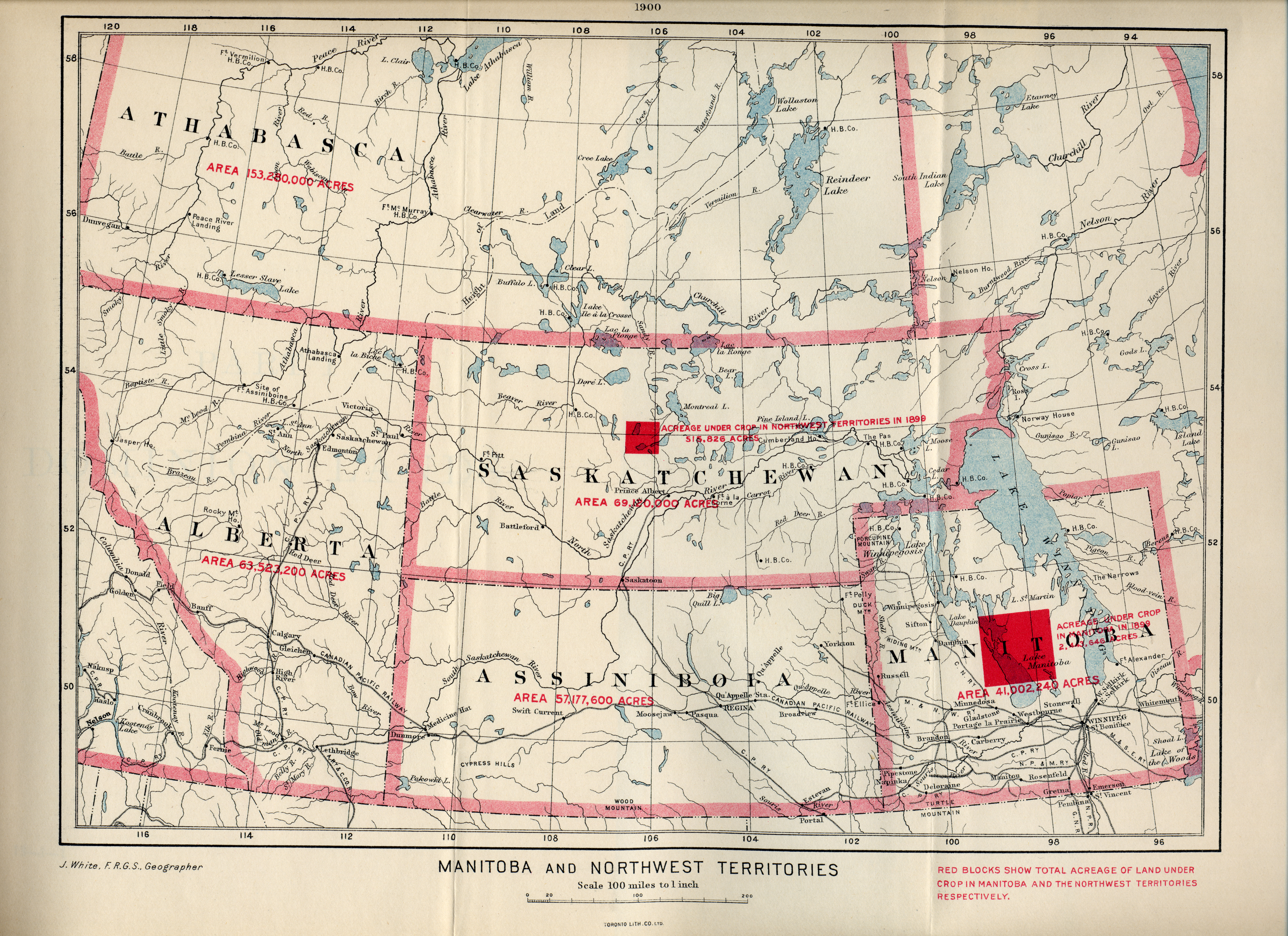
Une carte de 1900 montrant les limites des districts d'Athabasca, d'Alberta, d'Assiniboia et de Saskatchewan.

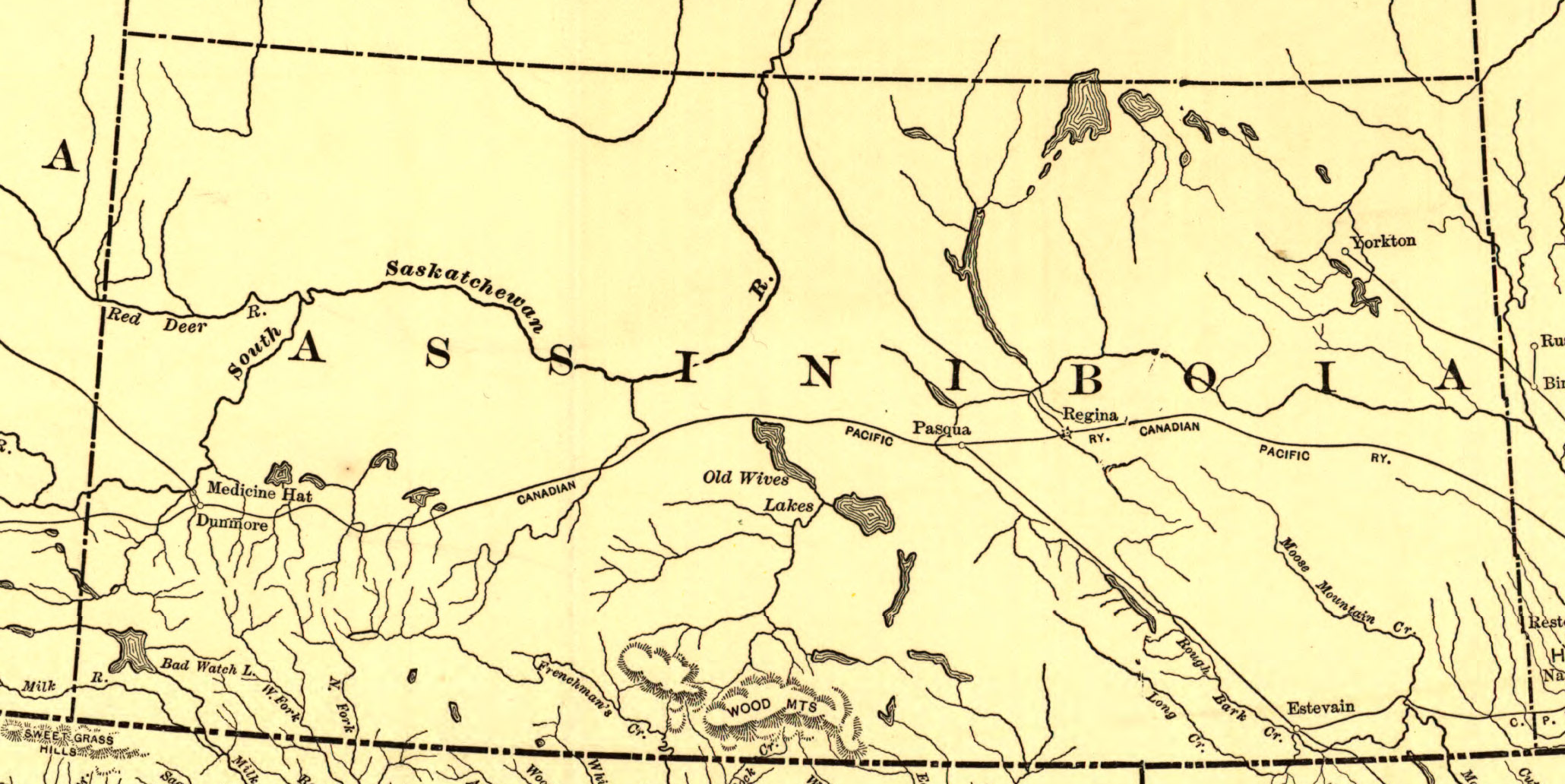
Une carte de chemin de fer de 1900 avec plus de détails sur le district.

Le second district d'Assiniboia fut créé plus tard en 1882 en tant que district administratif régional des Territoires du Nord-Ouest du Canada.
La plus grande partie a été absorbée par la nouvelle province de Saskatchewan en 1905, à l'exception du quart le plus à l'ouest, qui est devenu une partie de la nouvelle province d'Alberta.
De 1876 à 1883, Battleford était la capitale territoriale des Territoires du Nord-Ouest. La capitale territoriale a été déplacée à Regina, également située à Assiniboia, en 1883, et lors de la formation de la province de la Saskatchewan en 1905, Regina est devenue la capitale de la province. Son emplacement a été choisi par Edgar Dewdney, le lieutenant-gouverneur territorial. Dewdney s'était réservé d'importantes terres adjacentes à la ligne du chemin de fer du Canadien Pacifique sur le site de ce qui allait devenir la ville, et s'enrichit ainsi considérablement. Ce fut l'occasion d'un scandale considérable dans les premiers temps des territoires.
Le district d'Assiniboia a survécu dans sa configuration géographique originale en tant que diocèse anglican de Qu'Appelle (en) jusqu'aux années 1970, lorsque la partie du diocèse (et l'ancien district d'Assiniboia) situé dans la province de l'Alberta a été cédée au diocèse anglican de Calgary (en).